# بستان صبیح
بستان صبیح (به عربی: بستان صبیح) یک روستا در سوریه است که در ناحیه عقیربات واقع شده‌است. بستان صبیح ۲۱۴ نفر جمعیت دارد.